# Habo distrikt
Habo distrikt är ett distrikt i Habo kommun och Jönköpings län. 
Distriktet ligger vid Vätterns västra strand, i och omkring Habo. 

## Tidigare administrativ tillhörighet
Distriktet inrättades 2016 och utgörs av socknen Habo i Habo kommun
Området motsvarar den omfattning Habo församling hade vid årsskiftet 1999/2000.